# پلت فرم PF3 پی‌اس‌ای
پلت فرم PF3 پی‌اس‌ای (به انگلیسی: PSA PF3 Platform) یک پلت فرم طراحی شده و توسعه یافته به وسیله گروه پی‌اس‌ای می‌باشد که از آن برای طراحی خودروهای با سایز بزرگ اعم از خودروهای اندازه متوسط و شرکتی با موتورهای عرضی این گروه استفاده شده است. این پلت فرم نخستین بار در سال ۱۹۹۹ و بر روی پژو ۶۰۷ استفاده شد.
جانشین این پلت فرم، پلت فرم EMP2 پی‌اس‌ای می‌باشد که جانشین هردو پلت فرم PF2 و PF3 گشت.

## مدل‌ها
بعضی از خودروهای تولید شده بر مبنای این پلت فرم به این شرح هستند:
- ۱۹۹۹–۲۰۱۰ پژو ۶۰۷
- ۲۰۰۱–۲۰۰۸ سیتروئن سی۵ نسل اول
- ۲۰۰۴–۲۰۱۰ پژو ۴۰۷
- ۲۰۰۸ سیتروئن سی۵ نسل دوم
- ۲۰۱۰ پژو ۵۰۸
- ۲۰۰۵–۲۰۱۲ سیتروئن سی۶